# Anzawa Heijirō
Anzawa Heijirō (jap. 安沢 平次郎; * 1887; † 1970) ist ein japanischer Meister des Honda ryū, Schüler von Meister Awa Kenzō. Er war der erste Experte dieser Kunst, der außerhalb Japans Demonstrationen seiner Fertigkeiten veranstaltete.
In Japan hat Anzawa Heijirō einen beträchtlichen Einfluss auf die Entwicklung des modernen Kyūdō, zu dessen Erneuerung und Wiederentdeckung im Sinne des Dō er beträchtlich beitrug. Er wirkt als einer der letzten großen Kyūdō-Meister (10. Dan) und Initiator des Kyūdō auch in Europa, nachdem er diese Disziplin während einer Reise 1969 in England und in Deutschland einführte. Sein Nachfolger in Japan ist Suhara Kuon, ein buddhistischer Mönch aus dem Enkakuji.